# Mimoilaženje vozila
Mimoilaženje je prolaženje vozilom pokraj drugog vozila koje se po istom kolniku kreće iz suprotnog smjera.
Pri mimoilaženju vozač je dužan sa svoje lijeve strane ostaviti dovoljan razmak između svojeg vozila i vozila s kojim se mimoilazi, a prema potrebi, i svoje vozilo pomaknuti prema desnom rubu kolnika. Zbog neke zapreke na cesti ili zbog drugih sudionika u prometu, dužan je usporiti kretanje svojeg vozila i prema potrebi, zaustaviti ga da bi propustio vozilo iz suprotnog smjera. Također, na dijelu ceste s velikim uzdužnim nagibom (planinski i dr.) na kojem se vozila ne mogu mimoići ili je to veoma otežano, vozač vozila koje se kreće niz nagib dužan je zaustaviti svoje vozilo na prikladnom mjestu, ako primijeti da mu drugo vozilo ide ususret uz nagib.
Posebnu opasnost u procjeni i percepciji prometne situacije vozač ima pri mimoilaženju noću. U istoj se situaciji nalazi vozač u uvjetima guste magle, kada se dolazeće vozilo uopće ne vidi, već se pojavljuje iznenada. Vrijeme poduzimanja izbjegavajućih radnji je izuzetno kratko.